# Município de Frank (condado de Avery, Carolina do Norte)
Localização da Carolina do Norte nos E.U.A.
O município de Frank (em inglês: Frank Township) é um município localizado no  condado de Avery no estado estadounidense da Carolina do Norte. No ano 2010 tinha uma população de 296 habitantes.

## Geografia
O município de Frank encontra-se localizado nas coordenadas 36° 04′ 13,84″ N, 82° 00′ 08,37″ O.